# Auvers-le-Hamon
Auvers-le-Hamon – miejscowość i gmina we Francji, w regionie Kraj Loary, w departamencie Sarthe.
Według danych na rok 1990 gminę zamieszkiwało 1197 osób, a gęstość zaludnienia wynosiła 25 osób/km² (wśród 1504 gmin Kraju Loary Auvers-le-Hamon plasuje się na 502. miejscu pod względem liczby ludności, natomiast pod względem powierzchni na miejscu 89.).